# Хатано Ґо
Хатано Ґо (яп. 波多野 豪; нар. 25 травня 1998) — японський футболіст, що грав на позиції воротаря.

## Клубна кар'єра
У дорослому футболі дебютував 2016 року виступами за команду клубу «Токіо».

## Кар'єра в збірній
З 2017 року залучався до складу молодіжної збірної Японії, з якою брав участь у молодіжних чемпіонатах світу 2017.

## Титули і досягнення
- Володар Кубка Джей-ліги (1):

«Токіо»: 2020